# Савез хокеја на леду Белорусије
Савез хокеја на леду Белорусије (блр. Федэрацыя хакея Рэспублікі Беларусь; рус. Федерация хоккея Республики Беларусь) кровна је спортска организација задужена за професионални и аматерски хокеј на леду на подручју Републике Белорусије. 
Савез је пуноправни члан Међународне хокејашке федерације (ИИХФ) од 6. маја 1992. године. 
Седиште Савеза налази се у главном и највећем граду земље Минску.
Белоруски Савез је један од организатора Светског првенства елитне дивизије 2014. године.

## Историја хокеја у Белорусији
До интензивнијег развоја и ширења хокеја у Белорусији долази током 40-их година прошлог века. У исто време основан је и први хокејашки тим у земљи под именом Торпедо. Екипа из главног града земље Минска одмах по оснивању постала је део хокејашке лиге тадашњег Совјетског Савеза, како у сениорској тако и у омладинској конкуренцији (у сезони 1950/51). Хокеј у Белорусији је за кратко време постао веома популаран и убрзо су почели да се оснивају и нови клубови у другим градовима (у Гомељу, Бабрујску, Гродном и Наваполацку) који су активно учествовали у тадашњим државним такмичењима. 
До правог хокејашког „бума“ у Белорусији долази након осамостаљења земље почетком 1992. године. Национални хокејашки савез основан је 6. марта 1992. године, а свега два месеца касније (6. маја) постао је и пуноправни члан Међународне хокејашке федерације (ИИХФ). За првог председника савеза изабран је Јевгениј Анкуда.
Велики проблем за интензивнији развој хокеја у земљи у почетку представљала је неадекватна спортска инфратсруктура, тако да су почетком деведесетих година прошлог века у целој земљи постојала само три затворена хокејашка игралишта (два у Минску и један у Наваполацку). Захваљујући средствима за развој из фонда ИИХФ и подршци националне Владе та статистика је промењена за кратко време и данас у земљи постоји чак 30 затворених хокејашких терена и 3 терена на отвореном. Арена Минск капацитета 15.000 места је уједни и највећа дворана првенствено намењена хокеју на леду на целом постсовјетском простору. 

## Лигашка такмичења
Одмах по оснивању националног савеза успостављена је и професионална национална хокејашка лига, а прва сезона одиграна је 1992/93. Истовремено су белоруски клубови учествовали и у регионалним лигама заједно са осталим клубовима са подручја некадашњег Совјетског Савеза. Белоруска елитна лига од 2004. има статус отвореног првенства и у њој учествују и клубови из суседних земаља. Највише националних титула (закључно са 2013) има екипа Јуност из Минска.
Поред највишег лигашког такмичења, одржава се и првенство Више лиге у којој се такмиче резервне екипе клубова из елитног дела шампионата, а такође постоје и омладинска и јуниорска лигашка такмичења. Одржавају се и бројна аматерска такмичења, и турнири ветеранских екипа.
Од сезоне 2008/09. Динамо из Минска се такмичи у међународној Континенталној хокејашкој лиги (КХЛ). 

## Репрезентације Белорусије
Легални наследник СХЛ Совјетског Савеза после његовог распада постаје Савез хокеја на леду Русије, а све остале новоосноване селекције на постсовјетском простору морале су да у такмичења под окриљем ИИХФ-а крену од најнижег ранга. 
Сениорска репрезентација Белорусије тако је на међународној сцени дебитовала на квалификационом турниру за светско првенство друге дивизије 1993. године. Турнир је одржан у Минску, а поред домаће селекције учествовали су још и Казахстан и Украјина. Прву службену утакмицу Белорусија је одиграла 7. новембра 1992. против Украјине и изгубила са 4:1. Иако је дан касније остварена победа против селекције Казахстана са 3:1, Белорусија је такмичење завршила на последњем месту и није успела да се пласира на главни турнир. Од тада Белорусија је редован учесник свих првенстава, а од 2004. редовна је учесница у елитној дивизији.
На Зимским олимпијским играма учествовали су три пута, а највећи успех остварили су у Ванкуверу 2002. када су освојили 4. место (изгубивши утакмицу за бронзу од Русије са 2:7). 
У међународним такмичењима учествују и мушке репрезентације до 18 и до 20 година. 

## Женски хокеј
Женски хокеј још увек није у довољној мери развијен у Белорусији. У последње време у клубовима почињу да се оснивају секције за девојчице. Први хокејашки клуб за жене је ХК Пантера из Минска која се такмичи у првенствима Летоније и Аустрије пошто не постоји женска лига у земљи. Клуб је такође учествовао у женској лиги шампиона Европе. 
СХЛ Белорусије планира да у што скорије време оснује и сениорску женску репрезентацију. 

## Савез у бројкама
Према подацима ИИХФ у 2013. на подручју под ингеренцијом Савеза хокеја на леду Белорусије регистровано је укупно 7.255 играча. Од тог броја око 4.000 су чинили играчи у нижим узрасним категорија, било је 3.219 професионалних играча и 59 хокејашица. 
Судијску лиценцу локалног савеза поседовало је 127 арбитара. 